# Długopole-Zdrój
Długopole-Zdrój is een dorp in de Poolse woiwodschap Neder-Silezië. De plaats maakt deel uit van de gemeente Bystrzyca Kłodzka en telt 540 inwoners.